# Hugues Fournier
Pour les articles homonymes, voir Fournier.
Hugues Marie Henri Fournier est un diplomate et homme politique français né le 29 juillet 1821 à Paris et mort le 2 décembre 1898 à Vouvray.

## Biographie
Hugues Marie Henri Fournier naît le 29 juillet 1821 à Paris, dans le 3e arrondissement. Il est le fils d'Adrien Jean-Baptiste Fournier, rentier, et d'Anne-Marie Michelle Leprince. Il épouse à Paris Marie Blanche Hennelle le 6 mai 1854.
Diplomate, il commence sa carrière sous la monarchie de Juillet aux archives du ministère des Affaires étrangères. Il a été successivement attaché à la légation de Carlsruhe, le 20 mars 1848, puis de deuxième secrétaire d'ambassade à Saint-Pétersbourg, le 20 février 1851. Après le coup d'État de décembre il est nommé, le 17 février 1852, secrétaire de la légation de Hanovre, et puis à celle de La Haye, le 17 juin 1854. Il est secrétaire de première classe à Francfort-sur-le-Mein, entre 1857 et 1859, puis à Madrid et à Saint-Pétersbourg. Il a été nommé envoyé extraordinaire et ministre plénipotentiaire en Suède-Norvège le 17 octobre 1862 ; ses lettres de créances sont datées du 31 mars 1863 et remises en première audience le 23 avril suivant. Parti en congé en juillet 1871, il est nommé ambassadeur à Rome et ne revient pas à Stockholm. Il a terminé sa carrière en 1879 comma ambassadeur à Constantinople. 
Conseiller général du canton de Vouvray, il est sénateur d'Indre-et-Loire de 1879 à 1888, où il siège au centre gauche.

## Distinctions
- Grand-Croix de la Légion d'honneur en 1880[4]

## Sources
- « Hugues Fournier », dans Adolphe Robert et Gaston Cougny, Dictionnaire des parlementaires français, Edgar Bourloton, 1889-1891 [détail de l’édition]